# Meteor
 For alternative betydninger, se Meteor (flertydig). (Se også artikler, som begynder med Meteor)
 "Stjerneskud" omdirigeres hertil. For andre betydninger af Stjerneskud, se Stjerneskud (flertydig).
En meteor (også kaldet et stjerneskud[kilde mangler] eller en aerolit) kan ses, når en meteoroid "brænder" og nedbremses i Jordens atmosfære. Under normale forhold er der ca. 5–10 stjerneskud i timen. Hvis noget af meteoren når jordens overflade, kaldes denne rest for en meteorit eller meteorsten. Meteoritter kan give information om Solsystemets sammensætning.
Et særligt lysstærkt stjerneskud kaldes en ildkugle (eng. bolide). Tunguska-eksplosionen er et kendt og dramatisk nedslag, der fandt sted d. 30. juni 1908 om morgenen ved 7-tiden ved Tunguska i Sibirien og kunne ses i Danmark.
Det er en fremherskende teori at et himmellegeme for ca. 65 mio. år siden ramte jorden og førte til udryddelsen af dinosaurerne. Der er rester af et krater fra dette nedslag ved Chicxulub i Mexico og spor af nedslaget i fiskeleret i Stevns Klint.
Det første veldokumenterede nedslag set af mange personer skete i 1751 ved Hrašćina i Kroatien. Hrašćina-meteoritten beviste, at sten falder ned fra himlen.

## Observation
Hvis lyssporet fra en meteor bliver fotograferet fra to forskellige, veldefinerede positioner, kan man ud fra målinger på billederne regne sig frem til dens "rute" gennem luftrummet. Man benytter til tider et særligt fotografiapparat til dette, hvor en speciel lukkeanordning åbner og lukker for billedet med en veldefineret frekvens: På billedet inddeler denne lukkeanordning lyssporet i en slags stiplet linje, hvor hvert lille "stykke" svarer til et bestemt tidsinterval. På den måde kan man finde frem til den fart meteoret ankom med.

### Meteorens fart og herkomst
Den fart man måler for en meteor eller stjerneskud, siger noget om, hvor meteoroiden, der skabte det, kommer fra: Hvis meteoroiden kommer fra en lukket omløbsbane omkring Solen, er der en øvre grænse, kaldet undvigelseshastigheden, for hvilken fart meteoroiden kan have, når den kommer i nærheden af Jorden. Denne grænse ligger ved godt 40.000 kilometer i timen (målt i forhold til Solen).
Hvis meteoroiden kommer fra et sted udenfor vores solsystem, har den fået fart på under sit "fald" ind mod Solen og dens "nabolag", hvor Jorden befinder sig: Sådanne meteorer kendetegnes ved, at de ankommer med en fart over undvigelseshastigheden.

### Stjerneskudssværme
Meteorer kan også stamme fra de sten og støvpartikler, der smelter fra kometer og danner kometens hale. Når jorden i sin bane rundt om solen passerer gennem sådan en gammel komethale, kommer der særligt mange stjerneskud. Det kalder man en stjerneskudssværm.
Under en stjerneskudssværm forøges antallet af stjerneskud pr. time med 30-70 ekstra stjerneskud i timen. Men man kan også se helt op til mellem 100 og 120.
Eksempler på meteorsværmene er:
- Kvadrantiderne (3.-4. januar)
- Perseiderne eller St. Laurentius' tårer (12. august)
- Orioniderne (21.-22. oktober)
- Leoniderne (16.-20. november)
- Geminiderne (13.-14. december).

## Meteoritter, meteorsten og meteorkratere
De meteorer, der ikke brænder op i atmosfæren, men rammer jorden, kaldes nu meteoritter eller meteorsten og kan give mange oplysninger om resten af universet, men de kan også lave nogle enorme kratere der, hvor de rammer jorden. Chicxulub-krateret på mere end 180 km i diameter er formentlig forårsaget af en meteor større end Mount Everest.